# Junkers Ju 287
Junkers Ju 287 – niemiecki samolot bombowy o napędzie odrzutowym.
Był to pierwszy samolot posiadający skrzydła o ujemnym skosie.

## Historia
Prace projektowe nad nową konstrukcją podjęto w 1942 pod kierownictwem prof. Heinricha Hertela oraz inż. Hansa Wocke. W ich wyniku powstał projekt samolotu napędzanego czterema silnikami turboodrzutowymi Junkers Jumo 004. W marcu 1944 Reichsluftfahrtministerium (Ministerstwo Lotnictwa III Rzeszy), po przeprowadzeniu badań w tunelu aerodynamicznym, zleciło budowę prototypu. 
Ze względu na nietypową konstrukcję płata zdecydowano się na wykonanie egzemplarza doświadczalnego z jak największej liczby istniejących komponentów (na wypadek niepowodzenia podczas prób). Ju 287 był połączeniem kadłuba samolotu He 177A, zmodyfikowanej części ogonowej Ju 388L, jedynie skrzydła zostały zaprojektowane „od zera”. Podwozie główne zostało zaadaptowane z Ju 352A, zdecydowano się również na montaż zdwojonego podwozia przedniego pochodzącego ze zdobycznego samolotu bombowego B-24 „Liberator”. W 1944 r. przystąpiono do montażu prototypu.
W kwietniu prototyp V1 został sfotografowany przez brytyjski zwiadowczy samolot Mosquito. Załoga składała się z pilota oraz radiotelegrafisty. Pierwszy lot odbył się w Brandis k. Lipska 8 sierpnia 1944 r., samolot był pilotowany przez oblatywacza kapitana Siegfrieda Holzbayra. Dla ułatwienia startu zastosowano pomocnicze silniki rakietowe, które po zakończeniu pracy opadały na ziemię na spadochronach. Spadochron zamontowano również na końcu kadłuba i służył do skracania dobiegu samolotu po wylądowaniu. Na prototypie wykonano 17. lotów testowych. W trakcie jednego z nich, w locie nurkowym, samolot osiągnął prędkość 660 km/h. Dla oceny trwałości konstrukcji na stateczniku pionowym zamontowano kamerę, która filmowała ruch pęczków wełnianych nitek przyklejonych do różnych punktów pokrycia. Na podstawie ich ruchów badano charakter strug powietrza opływającego samolot podczas lotu.
Równolegle podjęto prace nad drugim prototypem, mającym być wzorcem dla seryjnej wersji bombowca. W jego konstrukcji zdecydowano się na zwiększenie silników do sześciu, zastosowano turboodrzutowe BMW 003, które zamontowane w zespołach po trzy. Skrzydło do Ju 287V2 wykonano w lipcu 1944 r. ale dalsze prace nad tą maszyną zostały oficjalnie wstrzymane z powodu uznania przez RLM budowy myśliwców za priorytetowe. Pomimo tego Junkers, licząc na zmianę decyzji, w ograniczonym stopniu kontynuował prace nad budową V2 i prace konstrukcyjne nad V3. W marcu 1945 r. ministerstwo lotnictwa zażądało od Junkersa przygotowania na grudzień linii produkcyjnej mogącej produkować miesięcznie 100 Ju 287. Do napędu wersji seryjnej przewidywano projektowane silniki Heinkla HeS 011 A. Samolot miał być wyposażony w uzbrojenie obronne składające się ze zdalnie sterowanego stanowiska w wieżyczce ogonowej wyposażonej w dwa działkami MG 131 kalibru 30 milimetrów.
Wraz z nadejściem Armii Czerwonej prawie ukończony prototyp Ju 287V2 oraz znajdujący się na wstępnym etapie budowy V3 wpadły w ręce Sowietów. Ju 287V1 został przejęty przez Amerykanów. 23 maja 1947 r. oblatano jego zmodyfikowaną wersję oznaczoną  jako EF-131.
Kadra niemieckich inżynierów (jeńców) była autorami radzieckiego samolotu OKB-1 EF 140, który wzniósł się w powietrze 30 września 1948 r.

## Konstrukcja
Junkers 287 V1 był eksperymentalnym samolotem bombowym o napędzie odrzutowym i ujemnym skosie skrzydeł. Kadłub pochodził z samolotu He 177 A-3 i miał przekrój owalny o konstrukcji półskorupowej. W jego przedniej części mieściła się dwuosobowa kabina załogi. Tylną część stanowiło wolnonośne usterzenie z samolotu Junkers Ju 388 oraz pojemnik na spadochron hamujący. Skrzydło dwuczęściowe, dwudźwigarowe o ujemnym skosie 25°. Było wyposażone w dwuczęściowe lotki różnicowe oraz jednoczęściowe klapy. Podwozie stałe, kółko przednie zdwojone pochodziło z elementów wymontowanych że zdobycznych Liberatorów B-24. Koła główne pojedyncze amortyzowane, pochodziły z samolotu Ju 352A. Wszystkie koła podwozia były oprofilowane owiewkami. Dodatkowo na końcu kadłuba umieszczono kółko ogonowe, chroniące tę część konstrukcji przed zetknięciem się z ziemią podczas lądowania. Do napędu samolotu zastosowano cztery silniki turbinowe Junkers Jumo 004B-1 "Orkan". Dodatkowo, podczas startu, wykorzystywano silniki rakietowe HWK 109-502 na ciekłe paliwo rakietowe. Silniki dodatkowe odrzucano na spadochronach po starcie.

## Dane lotno-taktyczne (Ju 287V1)
- rozpiętość: 20,11 m
- długość: 18,30 m
- wysokość 6,0 m
- powierzchnia nośna 58,30 m²
- masa własna: 12 510 kg
- masa użyteczna 3 000 kg
- masa startowa: 20 000 kg
- prędkość maksymalna: 559 km/h
- prędkość przelotowa: 512 km/h
- pułap: 10 800 m
- zasięg: 1500 km

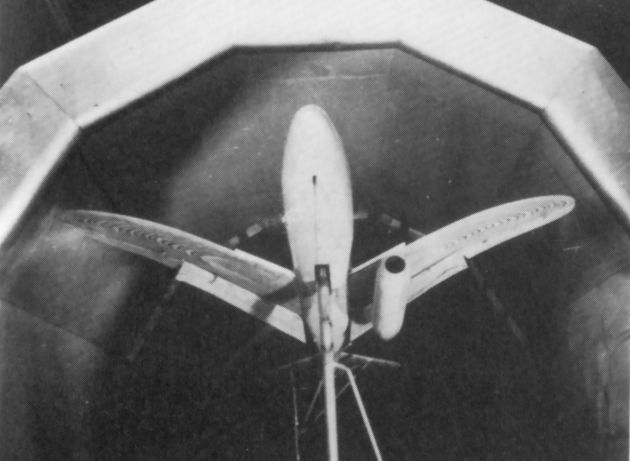
Wczesna wersja Ju 287 podczas badań w tunelu aerodynamicznym
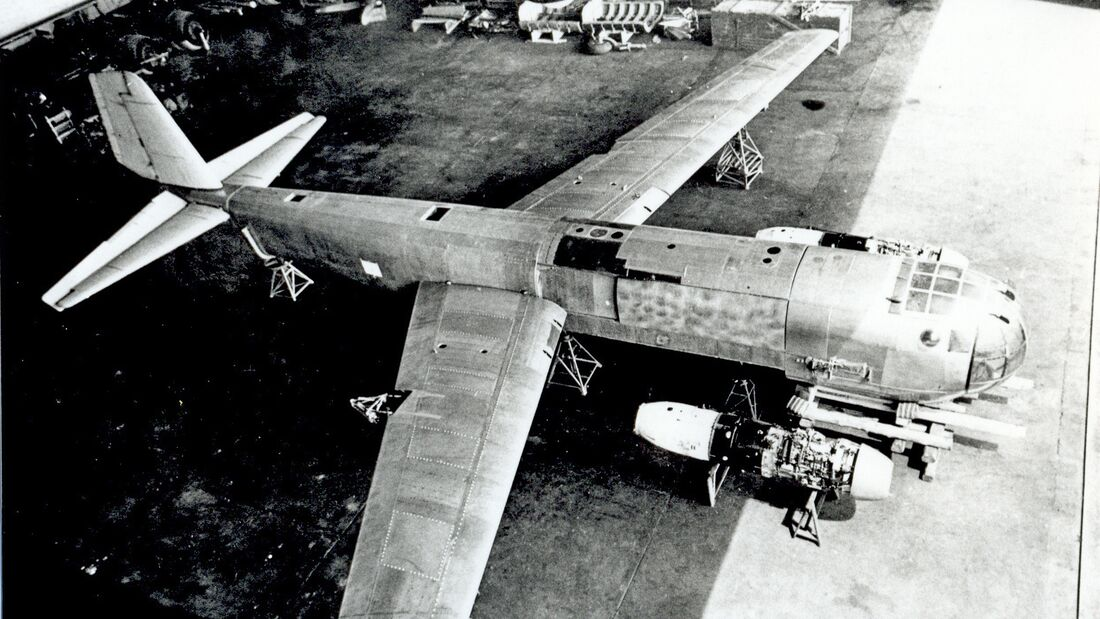
Budowa prototypu, 1944
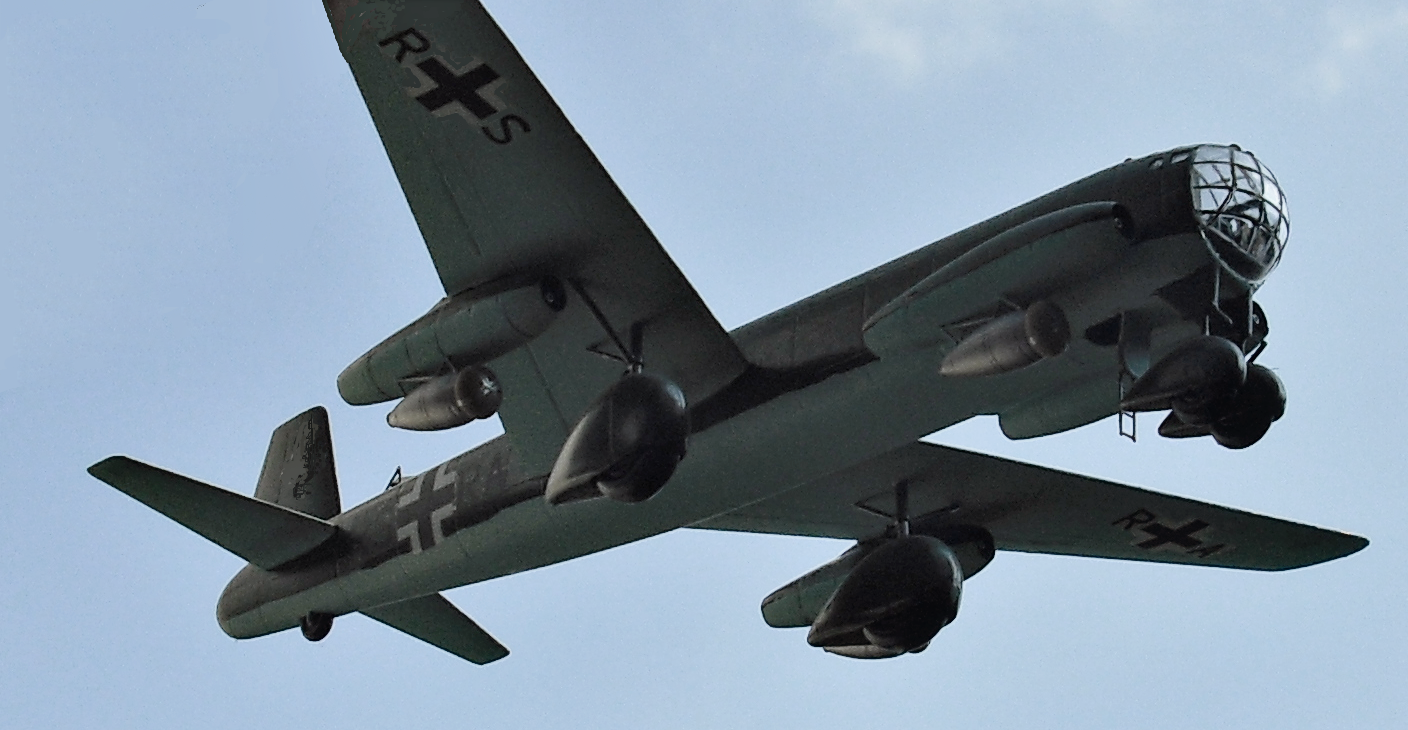
Model Junkersa Ju 287
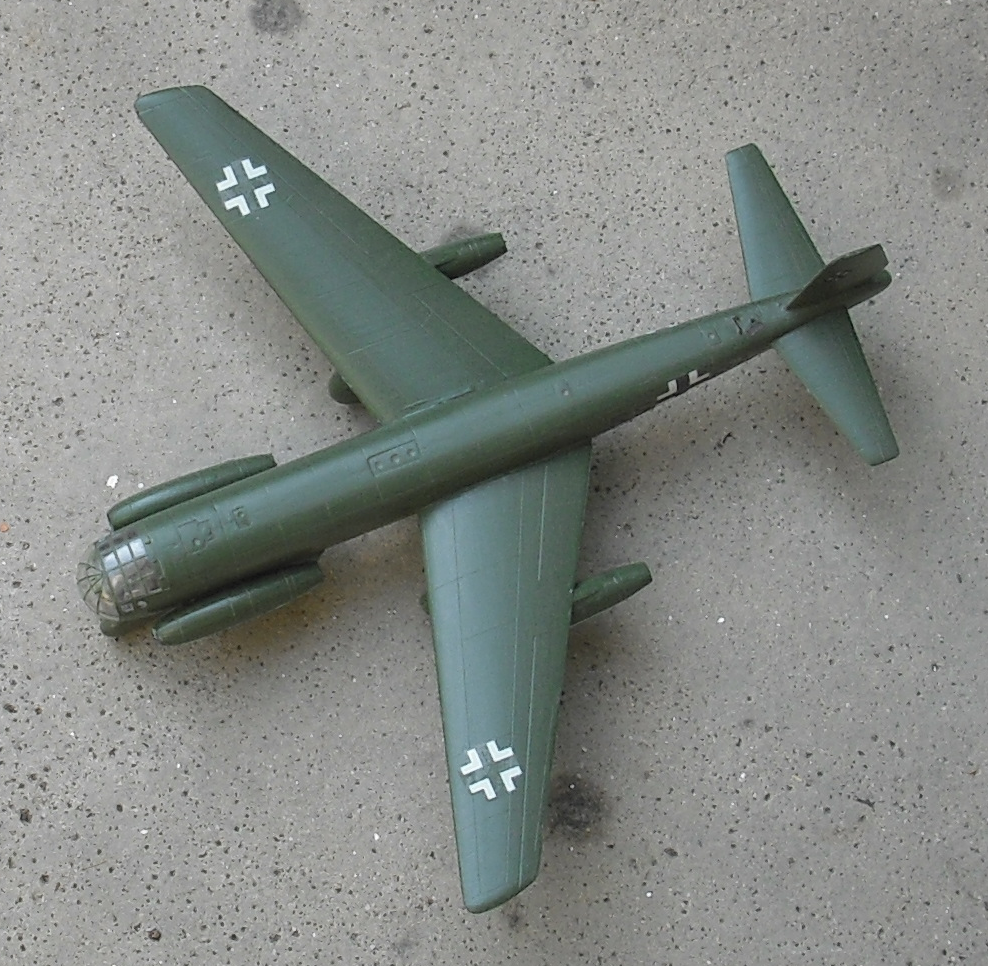
Model Junkersa Ju 287
Silnik Walter HWK 109-501 eksponowany w MLP w Krakowie